# Miramar (Paita)
Miramar es un pueblo peruano ubicado en el distrito de Vichayal, perteneciente a la provincia de Paita del departamento de Piura, al norte del Perú. 

## Ubicación
Miramar se ubica al noroeste de la provincia de Paita, en el distrito de Vichayal, en el departamento de Piura. 

## Demografía
En 2017 Miramar tenía una población de 2086 habitantes.
| Gráfica de evolución demográfica de Miramar entre 1993 y 2017 |
|                                                               |
| Fuentes: Población 1993 y 2017                                |